# Ajunta Pall
Ajunta Pall es un antiguo Sith del universo de la Guerra de las Galaxias, su tumba se encuentra en Korriban en el valle de los Señores oscuros.
Ajunta Pall originalmente fue entrenado como Jedi en la Academia de Dantooine, pero nunca aceptó el hecho de que la pasión llevara al lado oscuro, y tuvo muchas pasiones a medida que progresaba. Hasta el punto en el que, al romperle los Jedi las esperanzas de conseguir una de sus pasiones, decidió partir e irse hasta un lugar en donde pudiera crear una Academia Jedi con sus propias reglas. Creó su propio sable, el cual no era de luz, sino algo más concentrado y más poderoso que el metal.
El planeta previsto para Ajunta era Korriban, ya que según una de las exploraciones que él hizo mientras era Jedi, ahí había Jedis que apoyaban la pasión, sin saber que éstos realmente eran Sith. sus pasiones, como lo decía el Consejo Jedi, lo llevaron a cometer acciones de locura y odio. Pronto se habría entregado al lado oscuro y no lo sabía.
Ajunta Pall eligió a un sucesor para seguir sus leyes, y encontró en Korriban al Sith indicado: Tulak Hord. Él y Tulak Hord fueron a negociar con los Jedi sobre un acuerdo para que ellos aceptaran las leyes de Ajunta, y que él volviera a ellos y no provocara una rebelión con la cual amenazaba a la República. Los Jedi se dieron cuenta fácilmente que Ajunta Pall había sido consumido por el lado oscuro de la Fuerza, y no aceptaron ninguna ley.
Ajunta, como lo había dicho, creó una gran rebelión en contra de la República, y la República preparó su ejército para el combate. El combate tomó posición en el espacio entre Coruscant y Corellia, el cual era bastante espacio. La nave de Ajunta Pall era una de las más grandes construidas hasta el momento, fue una de las primeras naves nodriza usadas para una guerra.
Ajunta Pall logró destruir la nave principal en donde los Jedi estaban en la última batalla perteneciente de la guerra. Esta batalla se libró cerca a la atmósfera de Corellia. Ajunta Pall quería asegurarse de que estuvieran muertos, y bajó a comprobar. Por sorpresa, ninguno estaba muerto, solo algunos malheridos. Ajunta Pall planeaba acabar con ellos, pero los Jedi trataban de convencerlo de lo contrario. Esto en vez de ayudarlo, le dio demasiada furia interior, la cual fue expresada como una letal y gigante tormenta eléctrica de Fuerza.
La tormenta era tan fuerte, que en vez de acabar con los Jedi, acabó con su propia vida. Después de la tormenta, de Ajunta Pall no había quedado nada, excepto su sable. Por eso el sable fue conocido por ser uno de los más fuertes alguna vez forjado, ya que la enorme cantidad de lado oscuro que tenía la hacía poderosa.
Tulak Hord, al presentir que Ajunta Pall había sido aniquilado y que sus fuerzas estaban ganándole a la República, decidió hacer un trato en el que las fuerzas de Tulak Hord se iban y dejaban a la República en paz si lo dejaban recoger la tierra en donde Ajunta murió y su espada. La República, sin más opción, aceptó.
Tulak Hord se proclamó como Señor oscuro de los Sith, y sabía muy bien que si esa espada era usada por uno de sus súbditos, él perdería su título y su vida, por lo tanto ocultó la espada en la tumba de Ajunta Pall, juntándola con dos falsas, y le pidió al espíritu de Ajunta, el cual vino con la tierra de Corellia, que evitara que cualquiera se la llevara.
Después de años se dice que Revan se introdujo en su tumba para buscar el sable y lo logró encontrar.
- Datos: Q3503755